# Twins (film, 1925)
Pour les articles homonymes, voir Twins.
Twins est un film américain réalisé par Scott Pembroke et Joe Rock, sorti en 1925. Il met en scène Stan Laurel, et a été réalisé pendant la période où il était sous contrat avec Joe Rock

## Fiche technique
- Réalisation : Scott Pembroke et Joe Rock
- Scénario : Tay Garnett (intertitres)
- Photographie : Edgar Lyons
- Production : Standard Photoplay Company
- Distributeur : Film Booking Offices of America
- Durée : 20 minutes
- date de sortie : 28 février 1925

## Distribution
- Stan Laurel : Stan/son jumeau
- Julie Leonard : la fille de Stan
- Alberta Vaughn : la femme